# Ramon Zenhäusern
Ramon Zenhäusern (Bürchen, 4 de mayo de 1992) es un deportista suizo que compitió en esquí alpino.
Participó en tres Juegos Olímpicos de Invierno, entre los años 2014 y 2022, obteniendo dos medallas en Pyeongchang 2018, oro en la prueba de equipo mixto y plata en el eslalon.
Ganó una medalla de oro en el Campeonato Mundial de Esquí Alpino de 2019, en la prueba de equipo mixto. En la Copa del Mundo consiguió seis victorias y trece podios en total.

## Palmarés internacional
| Juegos Olímpicos   | Juegos Olímpicos            | Juegos Olímpicos | Juegos Olímpicos |
| Año                | Lugar                       | Medalla          | Prueba           |
| ------------------ | --------------------------- | ---------------- | ---------------- |
| 2018               | Pyeongchang (Corea del Sur) | Medalla de oro   | Equipo mixto     |
| 2018               | Pyeongchang (Corea del Sur) | Medalla de plata | Eslalon          |
| Campeonato Mundial |                             |                  |                  |
| Año                | Lugar                       | Medalla          | Prueba           |
| 2019               | Åre (Suecia)                | Medalla de oro   | Equipo mixto     |